# Bengt Strömgren

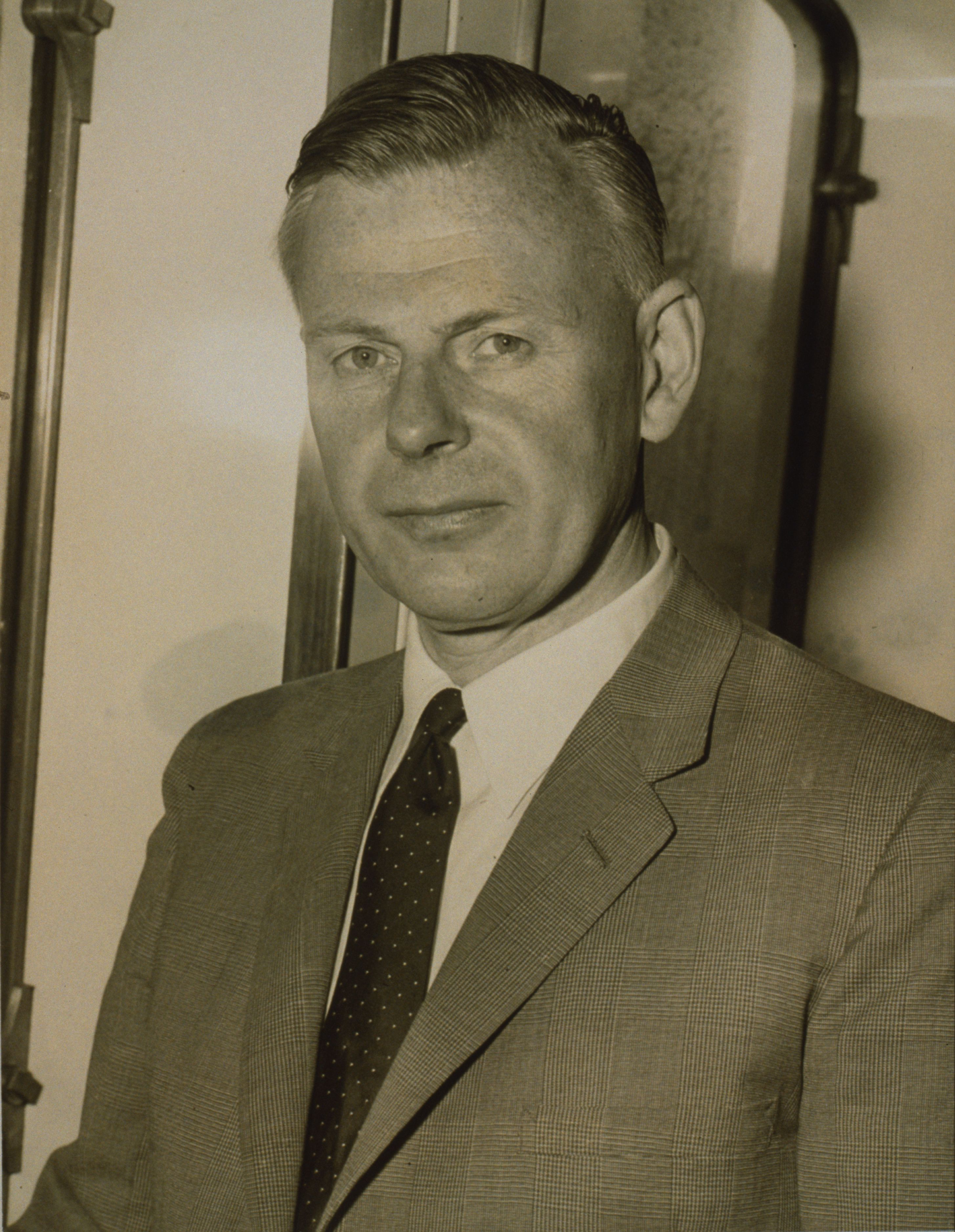
Bengt Strömgren w 1957 roku

Bengt Georg Daniel Strömgren (ur. 21 stycznia 1908 w Göteborgu, zm. 4 lipca 1987 w Kopenhadze) – duński astronom i astrofizyk, który przyczynił się do rozwoju współczesnej wiedzy o obłokach gazowych. 

## Życiorys
Był synem Elisa Strömgrena, profesora Uniwersytetu Kopenhaskiego i dyrektora tamtejszego obserwatorium. W 1929 roku uzyskał stopień doktora na tej samej uczelni i podjął pracę w Obserwatorium Yerkes w Stanach Zjednoczonych. W 1940 roku wrócił do Kopenhagi, zastępując swego ojca na stanowisku dyrektora obserwatorium. Podczas niemieckiej okupacji kraju zainicjował działania w celu budowy nowego obserwatorium w Brorfelde.
Po wojnie ponownie wyjechał do Stanów Zjednoczonych. Pracował w Obserwatorium Yerkes, McDonald Observatory oraz Institute for Advanced Study. W latach 1966–1967 był przewodniczącym American Astronomical Society. W 1967 roku wrócił do Danii.
W latach 30. XX wieku prowadził badania dotyczące budowy gwiazd. Opracował teorię opisującą chmury zjonizowanego gazu otaczającego gorące gwiazdy. Zaobserwował zależności pomiędzy gęstością gazu, świetlnością gwiazdy i wielkością otaczającej ją strefy zawierającej gaz zjonizowany (nazwanej jego imieniem strefy Strömgrena). Prowadził też badania fotometryczne, na których podstawie obliczył względną zawartość poszczególnych pierwiastków w Słońcu i innych gwiazdach.

## Wyróżnienia i nagrody
- Bruce Medal (1959)
- Złoty Medal Królewskiego Towarzystwa Astronomicznego (1962)
- Henry Norris Russell Lectureship (1965)

Jego imieniem nazwano:
- planetoidę (1846) Bengt (planetoida (1493) Sigrid została nazwana na cześć jego żony)
- System fotometryczny Strömgrena
- Strefy Strömgrena